# Доуни, Хью, 8-й виконт Даун
Генерал-майор Хью Ричард Доуни, 8-й виконт Даун (20 июля 1844 — 21 января 1924) — британский военный, пэр и президент крикетного клуба Марилебон.

## Ранний период жизни
Родился 20 июля 1844 года. Старший сын Уильяма Доуни, 7-го виконта Дауна (1812—1857), и его жены Мэри Изабель Бэгот (? — 1900), дочери Ричарда Бэгота, епископа Бата и Уэллса. Он получил образование в Итонском колледже и в колледже Крайст-черч Оксфордского университета.
26 января 1857 года после смерти своего отца 12-летний Хью Доуни унаследовал титул 8-го виконта Дауна (Пэрство Ирландии).

## Карьера
Лорд Даун был офицером 2-го полка лейб-гвардии, где в июне 1873 года был произведен в капитаны. Он сражался в англо-зулусской войне в 1879 году, за что был упомянут в донесениях. Он был подполковником 10-го гусарского полка в 1887—1892 годах. С 1899 по 1900 год — штабной офицер во Второй англо-бурской войне в Южной Африке, куда он был направлен сопровождать военных атташе, представлявших иностранные державы. Он был упомянут в донесениях дважды. Затем он был назначен командующим бригадой имперских йоменов.
После возвращения в Великобританию в марте 1901 года новый король Эдуард VII попросил лорда Дауна принять участие в специальной дипломатической миссии, чтобы объявить о вступлении короля в Бельгии, Баварии, Италии, Вюртемберга и Нидерландов.
В июле 1901 года он был повышен до временного звания бригадного генерала в штабе, чтобы командовать кавалерийской бригадой в Курраге, где проходила подготовка к бою в Южной Африке. В декабре 1901 года он получил местное звание генерал-майора, находясь на службе. Он вышел в отставку из армии 30 июля 1902 года, получив почетное звание генерал-майора.
Лорд Даун был автором отчета 1902 года, посвященного расследованию работы британского армейского перевооруженного департамента в Южной Африке, Австралии и Новой Зеландии. Отчет, особенно критический по отношению к поставкам лошадей во время предыдущей войны в Южной Африке, был опубликован в правительственной синей книге вместе с другими подобными отчетами.
В начале 1903 года лорд Даун был назначен специальным посланником, уполномоченным королем отправиться в Иран, чтобы вручить шаху знаки отличия Ордена Подвязки.

## Награды
24 июля 1897 года лорд Даун получил титул барона Доуни из Дэнби в Северном Йоркшире (Пэрство Соединённого королевства), получив право заседать в Палате лордов Великобритании (его ирландское виконтство не давало ему этого права).
В 1886 году Хью Доуни бы награжден Орденом Индийской империи, а в 1900 году за свою службу в Южной Африке стал кавалером Ордена Бани. В ноябре 1902 года он был назначен командором Королевского Викторианского ордена, а в декабре того же года стал рыцарем-командором Королевского Викторианского ордена.

## Личная жизнь
12 июля 1869 года лорд Даун женился на леди Сесилии Марии Шарлотте Молинье (1838 — 26 мая 1910), единственной дочери Чарльза Молинье, 3-го графа Сефтона, и Мэри Огасты Грегг-Хопвуд (единственной дочери Роберта Грегг-Хопвуда из Хопвуд-холла). У супругов было пятеро детей:
- Джон Доуни, 9-й виконт Даун (23 мая 1872 — 1 декабря 1931), старший сын и преемник отца, был женат на Дороти Ффолкс, дочери сэра Уильяма Ффолкса, 3-го баронета[17].
- Достопочтенная Берил Доуни (20 октября 1873 — 28 декабря 1950), которая вышла замуж за сэра Арчибальда Генри Кэмпбелла, сына Джорджа Кэмпбелла[17].
- Достопочтенная Нора Доуни (15 октября 1874 — 27 июня 1947), она умерла незамужней[17].
- Майор Достопочтенный Хью Доуни (19 сентября 1875 — 6 ноября 1914), который был убит в бою в Первой мировой войне около Ипра в ноябре 1914 года[18]. Он был женат на леди Сьюзан де ла Поэр Бересфорд, дочери политика Джона Бересфорда, 5-го маркиза Уотерфорда. У них было четверо сыновей, которые все были кадровыми военными офицерами, включая коменданта Королевской военной академии Сандхерст и генерал-майора британской армии сэра Дэвида Дауни[17].
- Достопочтенная Фейт Доуни (25 декабря 1877 — 15 июля 1952), она умерла незамужней[17].

27 июля 1911 года лорд Даун вторично женился на Флоренс Фейт Денинг (20 декабря 1875 — 23 января 1958), дочери преподобного Томаса Генри Денинга, викария церкви Святой Троицы в Килберне, и Флоренс Коул О’Халлоран. Второй брак был бездетным.
Лорд Даун скончался 21 января 1924 года в возрасте 79 лет. После его смерти его вдова вышла замуж повторно в 1931 году за преподобного Артура Максвелла Бери (? — 1936), викария Луза, Мейдстон.